# Relations entre l'Albanie et la Serbie
L'Albanie et la Serbie entretiennent des relations diplomatiques depuis 1914. De 1918 à 2006, l'Albanie a entretenu des relations diplomatiques avec le Royaume de Yougoslavie, la République fédérative socialiste de Yougoslavie (RFSY) et la République fédérale de Yougoslavie (RFY) (plus tard Serbie-et-Monténégro), dont la Serbie est considérée comme le successeur légal.
Les relations entre les deux pays demeurent complexes et largement hostiles, notamment en raison du Kosovo albanophone et des déplacements de populations ayant eu lieu entre les deux pays.

## Histoire

### Période ottomane
Dans la seconde moitié du XIXe siècle, la montée des nationalismes en Europe et le déclin de l'Empire ottoman permet l'émergence de mouvements nationalistes en Serbie, se heurtant toutefois à la complexité et à la diversité culturelle et religieuse de la région. Ainsi, après l'indépendance de la Serbie lors du congrès de Berlin, les Serbes prennent le contrôle des régions au nord du vilayet du Kosovo et expulsent vers le sud les Albanais de la région de Toplica, devenus les Muhaxheri (réfugiés).
À la fin de la période ottomane, le diplomate serbe Ilija Garašanin contacte l'abbé de Mirditë, Mgr Gasper Krasniqi, dans le but de s'allier à la puissante tribu albanaise de Mirdita, de confession catholique, afin de proposer une solution à la « question d'Orient ». Leurs discussions se sont toutefois heurtées à des divergences d'opinions. Alors que Garašanin considérait ce rapprochement comme un moyen de réaliser une sortie serbe vers la mer Adriatique, Krasniqi s'efforça d'abord à mettre en place une révolte de la communauté catholique albanaise, principalement de Mirdita, contre les Turcs, pour la liberté politique et l'indépendance de l'Albanie.

### Guerres balkaniques
Au début des guerres balkaniques, l'un des objectifs stratégiques majeurs de la politique serbe est d'acquérir un corridor vers la mer Adriatique. Son intention était alors de partager une frontière commune avec son allié, le Royaume de Grèce, ce qui empêchait de fait la création d'un État albanais indépendant,. Lors de la première guerre balkanique, les Albanais ont tenté de se battre pour leur indépendance, essentiellement par le biais de tactiques de guérilla, avec l'appui diplomatique de l'Autriche-Hongrie.

L'octroi par les grandes puissances du Kosovo et de la Macédoine au vainqueur serbe à la suite du traité de Londres s'ensuivit de troubles dans la région, marquée par les exactions des armées serbe et monténégrine contre les civils albanais. Le traité contraint toutefois la Serbie à reconnaître le nouvel État albanais et à évacuer les territoires albanais qu'elle occupait en temps de guerre.

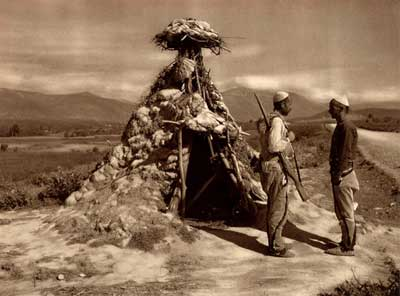
Kaçak albanais du Kosovo contrôlant une route dans les années 1920.

### Première Guerre mondiale et entre-deux-guerres
Pendant la Première Guerre mondiale, le Premier ministre du jeune État albanais Essad Toptani signe le traité de Niš avec la Serbie. L'Albanie entre dans la guerre malgré elle lorsque l'armée serbe traverse la campagne albanaise lors de la Grande Retraite.
Si, au sud, les forces du gouvernement albanais tentent de protéger les troupes serbes en retraite, les tribus albanaises, qui contrôlent de facto le nord du pays, s'emploient à des combats ponctuels contre les colonnes serbes, en représailles des crimes de guerres serbes durant la première guerre balkanique.
À la fin de la Première Guerre Mondiale, l'intégration du Kosovo au sein du nouveau royaume des Serbes, Croates et Slovènes provoque des rébellions de la part des Kaçak kosovars, et le Comité de Défense Nationale du Kosovo est fondé en Albanie le 1er mai 1918. Des actions violentes sont menées continuellement entre 1918 et 1924, menées par Azem Galica et ses 2000 troupes. Sa femme, Shote Galica, sera plus tard reconnue héroïne du peuple d'Albanie à l'époque communiste.
Des différends frontaliers apparaissent également et mènent à une crise diplomatique entre les deux pays en 1921, qui est résolue par l'arbitrage de la jeune Société des Nations. Une zone tampon est mise en place autour de Junik, qui permet notamment aux Kaçak de s'approvisionner depuis l'Albanie. La prise de pouvoir d'Ahmet Zogu refroidissent toutefois les relations entre le gouvernement albanais et les Kaçak à partir de 1922.
Le monarque yougoslave Alexandre Ier, tout en matant la résistance des Kaçak et des Comitadjis de Macédoine, entreprend de « désalbaniser » le Kosovo en encourageant les Albanais à partir et en y favorisant la réinstallation de familles serbes et monténégrines. À l'inverse, le roi Zog Ier d'Albanie prive les Serbes d'Albanie de leurs droits en fermant les écoles en langue serbe, ce qui contribue aux mouvements de population entre les deux pays tout au long des années 1930.

### Seconde Guerre mondiale
Durant la Seconde Guerre mondiale, les partisans communistes yougoslaves et albanais coopèrent dans leur résistance face à l'occupation des forces de l'Axe. Le gouvernement provisoire yougoslave a ensuite été le premier à reconnaître le nouveau gouvernement albanais en avril 1945.

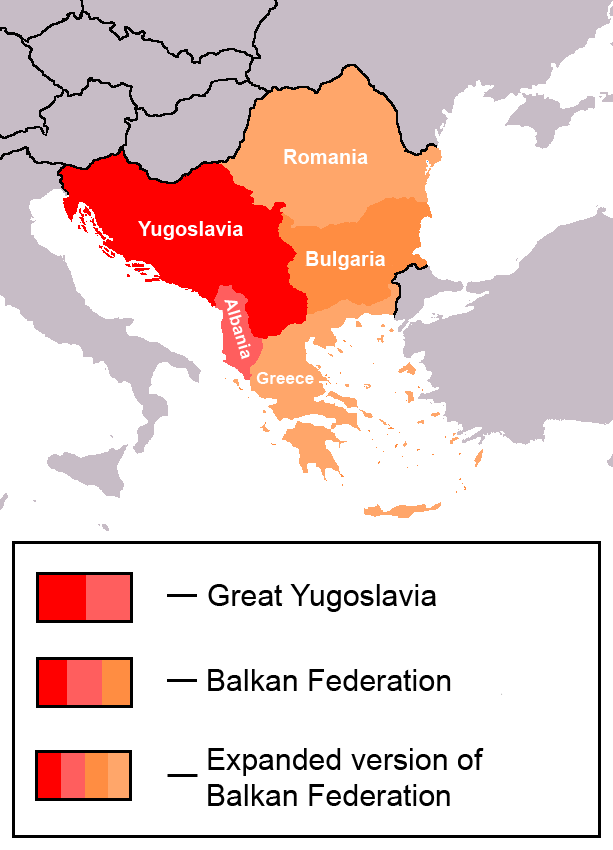
Projet de Fédération des Balkans proposé après la Seconde Guerre mondiale

### Guerre froide
Au début de la guerre froide, les soviétiques soutiennent la création d'une fédération des Balkans qui inclurait la Yougoslavie, l'Albanie, la Roumanie, la Bulgarie et la Grèce, notamment évoqué lors de l'accord de Bled entre yougoslaves et bulgares. Cependant, après la rupture entre Tito et Staline en 1948, l'Albanie rompt ses relations avec les communistes yougoslaves, car Enver Hoxha choisit de rester fidèle à l'Union soviétique deJoseph Staline.
Les relations sont ensuite restées relativement froides, notamment à cause de la politique d'isolement des Albanais et des manifestations régulières au Kosovo pour l'auto-détermination des Kosovars au sein de la Fédération yougoslave. Les Serbes d'Albanie pâtissent notamment de la politique d'assimilation voulue par le dirigeant albanais Enver Hoxha, qui interdit notamment la langue serbo-croate et les noms de famille en "-ić" dans le pays.

### Guerres yougoslaves
À la suite de la guerre du Kosovo de 1998 et 1999, l'Albanie soutient la campagne de bombardement de l'OTAN contre la Yougoslavie, ce qui conduit ces derniers à rompre ses relations diplomatiques avec l'Albanie,.

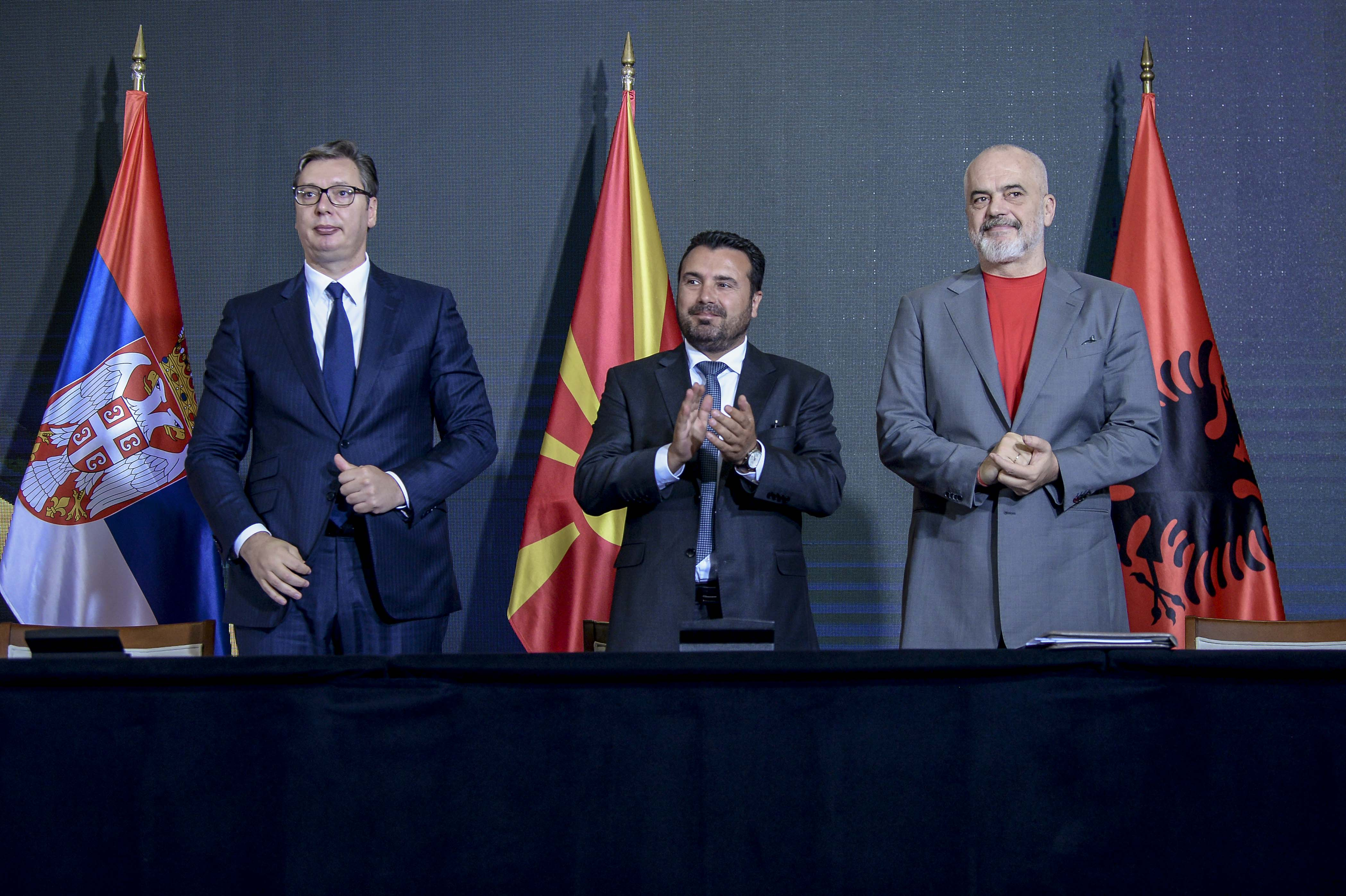
Sommet entre le président serbe Aleksandar Vučić, le premier ministre albanais Edi Rama et le premier ministre macédonien Zoran Zaev au Forum Economique pour la Coopération Régionale en juillet 2021.

## Relations politiques
Le Premier ministre albanais Edi Rama s'est rendu en Serbie et a rencontré le Premier ministre serbe Aleksandar Vučić en 2014, lors de la première rencontre entre les dirigeants des deux pays depuis 1947 entre Hoxha et Tito. Cependant, les tensions se sont envenimées lorsque Rama a déclaré que l'indépendance du Kosovo était « indéniable » et « devait être respectée », et que Vučić l'a accusé de « provocation ».
En 2022, lors du Forum économique mondial de Davos, le chef du gouvernement serbe Aleksandar Vučić a déclaré que « les relations entre l'Albanie, la Serbie et la Macédoine du Nord n'ont jamais été aussi bonnes ». La Serbie avait alors promu la zone économique et politique commune récemment créée entre les trois États des Balkans occidentaux et a affirmé une « politique de porte ouverte » pour quiconque est prêt à coopérer.

## Relations économiques
Les échanges commerciaux entre les deux pays s'élèvent à 338 millions de dollars en 2023, avec 260 millions de dollars de marchandises exportées de la Serbie vers l'Albanie et 78 millions de dollars de l'Albanie vers la Serbie.

## Albanais en Serbie
Les Albanais de Serbie constituent une minorité ethnique reconnue. Ils sont au nombre de 61 647, soit 0,93 % de la population totale (hors Kosovo). La grande majorité d'entre eux vit dans la vallée de Preševo, à l'extrême sud du pays.

## Serbes en Albanie
Les Serbes d'Albanie constituent une minorité ethnique reconnue. Ils étaient concentrés dans la région de Vraka, près du lac de Scutari, mais ont souffert des politiques d'assimilation de l'Albanie communiste, avant d'émigrer massivement dans les années 1990. La communauté est bilingue et reste majoritairement chrétienne orthodoxe, bien qu'une minorité se déclare musulmane. Selon le recensement de 2023, 586 citoyens albanais se sont déclarés serbes.

## Missions diplomatiques résidentes
- L'Albanie dispose d'une ambassade à Belgrade.
- La Serbie dispose d'une ambassade à Tirana.